# Session 9

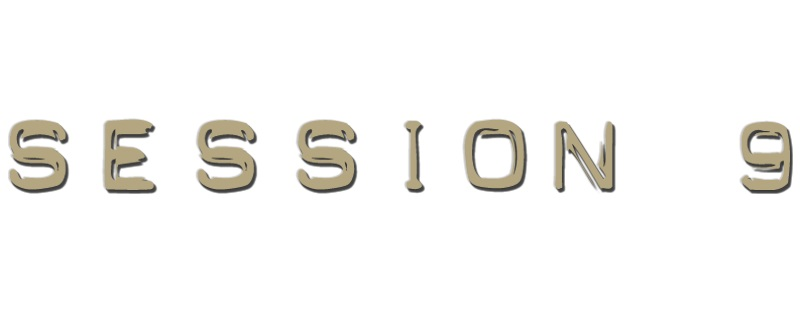
Logo do filme.

Session 9 é um filme de terror de 2001 dirigido por Brad Anderson. 

## Sinopse
O filme se passa no hospital psiquiátrico Danvers State. Cinco removedores de asbestos, liderados por Gordon (Peter Mullan) e Phil (David Caruso), chegam ao asilo para tentar completar uma remoção de asbesto em apenas cinco dias. Conforme os dias passam, cada um deles começa a se estressar devido ao trabalho difícil quanto ao prazo e o ambiente irritante. Além disso, a sua desconfiança em relação de uns aos outros é desequilibrada pelo aumento da sensação de que algo está ocorrendo no edifício. Lentamente, o filme revela o passado psicológico dos homens, enquanto testam o seu relacionamento. 